# Ruth Handschin

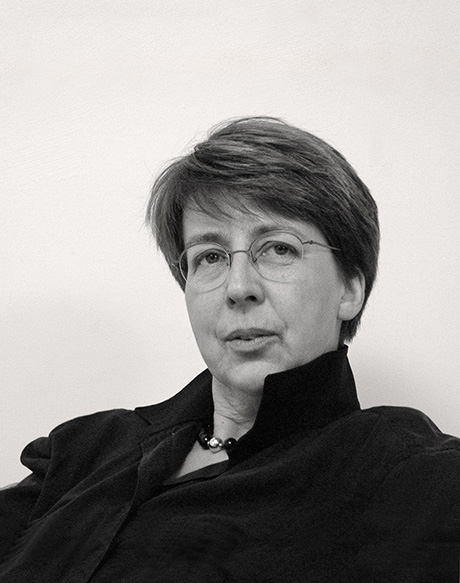
Ruth Handschin in Berlin 2007 (Foto: Christoph Radke)

Ruth Handschin (* 27. November 1949 in Basel; † 21. Dezember 2020 in Zürich) war eine Schweizer Künstlerin, die vor allem durch ihre Rauminstallationen bekannt geworden ist.

## Ausbildung
Von 1977 bis 1985 studierte Ruth Handschin zuerst an der Hochschule für Gestaltung in Basel, dann am Massachusetts College of Art in  Boston und schliesslich an der Kunstakademie München, hier war sie Meisterschülerin bei Daniel Spoerri.

## Stipendien
- Gastatelier der Villa Romana in Florenz
- Kunststipendium der Stadt Zürich
- Künstlerhaus Bethanien, Berlin
- Atelier der Stadt Zürich in New York

## Leben und Werk
Die zentrale Werkgruppe der Künstlerin wurde von ihr flora non grata genannt. „Mit Obsession und Sensibilität zugleich nimmt sich Ruth Handschin in ihrer Kunst der missliebigen Wildpflanzen und wuchernden Begleitvegetation an – all jener Pflanzen also, die wir despektierlich als sogenannte Unkräuter mit allen Mitteln und Wegen, mechanisch und chemisch, aus der kultivierten Natur zu verbannen suchen. Flora non grata, die nicht erwünschte Pflanzenwelt, ist ihr Quelle der Inspiration und Wurzel ästhetischer Formuntersuchungen.“ (Stefanie Dathe) Auf der Basis einer naturwissenschaftlichen Pflanzensammlung entstanden Zeichnungen, Formenschnitte und Objekte zu urbanen Wildpflanzen. Auf dieser Basis entwickelte Ruth Handschin verschiedenste Rauminstallationen, von denen einige temporär waren, andere dauerhaft sind. Mit ihren Leuchtzeichnungen wurde sie auch international bekannt. „Ruth Handschin hat die vergrösserte und idealisierte Form des Blattes als Cutout aus fluoreszierender Folie installiert. Das leichte Überstrahlen der leuchtenden Linien erinnert an den Graphitstaub, der eine klassische Bleistiftlinie begleitet. Die Verbannung jeglicher Binnenzeichnung stanzt die Form in das Dunkel des Raums. Durch den enormen Kontrast scheint sich die Zeichnung vom Träger zu lösen und schwebt förmlich im Raum. Beim Betreten des Ausstellungsraums wird man Teil der Installation und kann durch die Begehung den Schwung der Linie physisch erfahren.“ (Barbara Heinrich)
Handschin war seit 1972 mit dem Neurobiologen Martin Schwab verheiratet. Sie fand ihre letzte Ruhestätte auf dem Friedhof Nordheim in Zürich.

## Kunst am Bau
Da Ruth Handschin des Öfteren raumbezogen arbeitete, lag es nahe, dass sie sich dem Thema „Kunst am Bau“ zuwandte. Die hier realisierten Arbeiten befinden sich überwiegend im jeweiligen Gebäudeinneren, die Künstlerin nannte diesen Arbeitsbereich deshalb „Kunst im Bau“. In der Universität Zürich sind die Arbeiten „letters from nature“ und „la nouvelle tenue royale“ zu sehen, in der Hoffmann-La Roche AG in Kaiseraugst/Basel konnte Handschin zu einer ihrer Lieblingspflanzen arbeiten, zur „Silene, die Nelke am Strassenrand“. Ein weiteres Beispiel ist die über zwei Etagen reichende Wandinstallation „Wilde Nachbarn“ in einer Kindertagesstätte in München.

## Einzelausstellungen (Auswahl)
- 1990 – Leuchtzeichnung, Künstlerhaus Bethanien, Berlin
- 1992 nachtaktiv, Kunstverein Heilbronn
- 1992 Lichtformen, Leopold-Hoesch-Museum, Düren
- 1994 Leuchtzimmer, Kunsthotel Teufelhof, Basel
- 1997 Botaniques, science et art, Musée Claude Verdan, Lausanne
- 1997 K.A.P. Kunstverein auf dem Prenzlauer Berg, Berlin
- 2000 flora non grata Singensis, Kunstmuseum Singen
- 2004 Creeping Buttercup, Kunsthalle Fridericianum, Kassel
- 2006 Defense Strategy, «Flowers», Kunstmuseum Heidenheim
- 2011 Blütenlese - Florilège, Kunstmuseum Olten, Olten (Schweiz)
- 2019 Silene, Kunsthotel Teufelhof, Basel